# Valkeakoski
Valkeakoski – miasto w Finlandii w prowincji Finlandia Zachodnia. Około 20 405 mieszkańców.

## Miasta partnerskie
- Jelenia Góra, Polska

## Sport
- FC Haka - klub piłkarski